# Южна Осетия
Южна Осетия (на осетински: Хуссар Ирыстон; на грузински: სამხრეთ ოსეთის; на руски: Южная Осетия) е историко-географска област в Северна Грузия, бивша автономна област по време на съветската власт, самопровъзгласила се за независима република, но само частично призната. Площ 3900 km². Население на 1 януари 2015 г. 53 532 души. Столица град Цхинвали. Разстояние от Тбилиси до Цхинвали – 109 km. Официално територията на Южна Осетия попада в пределите на 4 грузински региона. По-голямата част в региона Вътрешна Картли и малки части в Рача-Лечхуми и Долна Сванетия (северозападните части), Имеретия (западната част) и Мцхети-Мтианети (източната част).
От 1922 до 1990 г. тя образува Южноосетинската автономна област. Понастоящем върху нейната територия е разположена частично признатата държава Република Южна Осетия. Независимостта на Южна Осетия е призната само от Русия (2008), Никарагуа, Венецуела, Тувалу и Науру (2009), частично признатата Абхазия и непризнатите Нагорни Карабах и Приднестровие.
Грузия отказва да признае независимостта на тази държава и да използва в официалните документи названието „Южна Осетия“. Грузинските власти обикновено ползват названието „Самачабло“ (по фамилията на княз Мачабели, управлявал тези земи през 1785 – 1801 г.), въведено в употреба от президента Звиад Гамсахурдия.

## География
Южна Осетия е разположена в северната част на Грузия. На север граничи с Република Северна Осетия на Русия, а на изток, юг и запад – с територията на Грузия. В тези си граници заема площ от 3900 km².
Територията на Южна Осетия заема централната част от южните склонове на Голям Кавказ и северната периферия на Вътрешнокартлийската равнина. По територията на региона се простират кавказките хребети: Рачински, Лихски (Сурамски), Кударойски, Гудиски, Харулски, Ломиски, а на североизток е разположена Келската планинска земя. Около 90% от територията на областта се намира на височина над 1000 m, като на север множество върхове превишават 3500 m (връх Халаца 3938 m, 42°35′56″ с. ш. 43°50′12″ и. д. / 42.598889° с. ш. 43.836667° и. д.)), издигаш се на границата със Северна Осетия. Основните проходи през Главния, или Вододелен хребет са: Рокски (2995 m), Зекарски и Дзедоиски. В Южна Осетия се обособяват 3 височинни пояса: предпланински (до 1000 m), среднопланински (1000 – 1200 m) и високопланински (над 2000 m).
Климатът се изменя във височина от умерено топъл и влажен в южните части до райони с вечни снегове и ледници на север. Средна августовска температура в Цхинвали 20,7 °С, а на височина 2000 m 13,8 °С. Средна януарска температура от -2,6 до -6,5 °С. Годишната сума на валежите варира от 500 mm в ниските до 1000 mm и повече във високите части. Основните реки са Голяма и Малка Лиахви, Лехура, Меджуда (всичките от басейна на Кура), а по-значителните езера – Келистба и Ерцо.
В предпланинския пояс са развити основно черноземни почви, на места с алувиални и хумусно-карбонатни почви, а по високите райони – тъмнокафяви планинско-горски и планинско ливадни почви. Горите и храстите заемат 48% от цялата територия на областта. Долния горски пояс е представен от дъб с подлес от храсталаци, преминаващ нагоре в гори от дъб, бук, габър, клен и др. В горния горски пояс господстват иглолистните гори, основно смърч, на места с ела и бор. Буковите гори заемат около 79% от целия горски фонд, дъбовите 10%, иглолистните 8%. Най-високите части са заети от субалпийски и алпийски пасища. В горите обитават вълк, мечка, рис, лисица, глиган, язовец, сърна, а по най-високите места – тур.

## История

### Постсъветски период
На 10 ноември 1989 г. Съветът на народните депутати на Южноосетинската автономна област на Грузинската ССР приема решение за нейното преобразуване в автономна република. Върховният Съвет на Грузинската ССР постановява, че това решение е неконституционно, след което отряди на грузинските националисти обкръжават Цхинвали в кръгова блокада, която продължава 4 месеца, но до въоръжени сблъсъци не се стига.
На 20 септември 1990 г. парламентът на Южна Осетия провъзгласява Република Южна Осетия. На 10 декември 1990 г. Върховният съвет на Грузинската ССР приема решение за прекратяване на осетинската автономия. На следващия ден в Цхинвали в междуетнически сблъсъци загиват 3 души, след което грузинското правителство въвежда извънредно положение в Цхинвали и Джавския район на Южна Осетия. През нощта на 5 срещу 6 януари 1991 г. в Цхинвали са въведени подразделения на милицията и националната гвардия на Грузия. Сблъскват се със съпротивата на осетинските отряди за самоотбрана и местната милиция. След 3 седмици те /кои са те?/ са принудени да напуснат града.
През цялата 1991 г. продължават периодични въоръжени сблъсъци. Започва поток от бежанци към Северна Осетия на руска територия. В Цхинвали започват да се бият доброволци от Северна Осетия и казаци. Грузинските сили контролират стратегическите височини около Цхинвали и осъществяват обстрел на града, причинявайки множество разрушения и жертви. Това така и не помага на грузинците да установят контрол над административния център на Южна Осетия. Осетинците, които изпитват остър недостиг на оръжия и боеприпаси, действат в малки диверсионни групи. След разпада на СССР Грузия получава в свое разпореждане военна техника и въоръжение от Закавказския военен окръг, което ѝ дава военно преимущество над осетинските бунтовници.
Бойните действия са прекратени след подписаните Дагомиски съглашения между Русия и Грузия и на 14 юли 1992 г. в зоната на конфликта са въведени миротворчески сили, състоящи се от 3 батальона (руски, грузински и осетински). Дагомиските съглашения предвиждат прекратяване на огъня и създаване на орган за урегулиране на конфликта – Смесена контролна комисия (СКК), в която влизат грузинската и южноосетинската страна, Русия и Северна Осетия. Общо за периода от декември 1990 до юли 1992 г. в резултат на конфликта в Южна Осетия са убити от 2 до 4 хил. души.

### Референдум за независимост от 2006 година
На 12 ноември 2006 г. в Южна Осетия се провежда референдум за независимост от Грузия, паралелно с изборите за президент. На референдума за независимост гласуват 99% от 55-те хиляди избиратели, а за президента Едуард Кокойти – 95%. На 13 ноември Тери Дейвис, генерален секретар на Съвета на Европа, определя референдума като „излишен, безполезен и неправилен“, защото „на етническите грузинци не е било дадено правото да гласуват“. В същото време етнически грузинци не само имали право да гласуват, но и кандидат е етнически грузинец – депутат на парламента на непризнатата република Олег Георгиев Габодзе (сега той е заместник-председател на парламента на Република Южна Осетия).

### Алтернативен референдум
Като реакция на референдума, в контролираната от Грузия част на Южна Осетия се провежда алтернативен референдум и избори за президент. Референдумът трябва да отговори на въпроса дали Южна Осетия може да бъде обединена в конфедерация с Грузия. На референдума за конфедерация с Грузия гласуват по данни на централната избирателна комисия 42 000 южноосетинци, като над 94% гласуват с „да“. Също повече от 94% избират бившия южноосетински премиер Димитри Санакоев за президент. По други данни на централната избирателна комисия на Грузия Архив на оригинала от 2013-05-09 в Wayback Machine., публикувани във връзка с президентски избори в Грузия през 2004 година, в този район живеят само 14 404 избиратели.
След публикуването на резултатите от алтернативния референдум в сектора, контролиран от Грузия, се създава Временно правителство на Южна Осетия, което първоначално няма официален статут. На 13 април 2007 г. грузинският парламент решава да създаде Временна администрация на Южна Осетия със седалище селище Курта. На 10 май същата година Димитри Санакоев е избран за ръководител на Временната Администрация на Южна Осетия. След войната „08.08.08“ трима от петте члена на Временна администрация на Южна Осетия – Владимир Санакоев (министър на информацията), Урузмаг Каркусов (министър на икономиката), Джемал Каркусов (министър на вътрешните работи) и Ян Каркусов (министър на сигурността) и Мая Цабошвили-Чигоева (министър на външните работи) бягат от Грузия и всички се намират в Северна Осетия, освен Мая Цабошвили-Чигоева, която се намира в Канада. Забележително е, че и четиримата мъже дават интервю в руските медии и заявяват, че са работили във Временната администрация на Южна Осетия по заповед на руските разузнавателни служби.

### Ескалация на конфликта през 2008
В началото на август 2008 година конфликтът ескалира. На 3 август Русия предупреждава за опасност от конфликт с „големи размери“. След продължилите месеци наред взаимни провокации, в нощта на 7 август грузински войски навлизат в Южна Осетия и в главния град на областта Цхинвали, за да възстановят контрола над областта. Според версията на грузинската мисия в НАТО, на 8 август, докато боевете продължават, грузинските власти обявяват едностранно примирие за периода от 15 до 18 часа̀, за да бъде дадена възможност на цивилното население да се изтегли от града.
Въпреки началото на Олимпийските игри в Пекин, когато е прието да не се воюва, грузински сили бомбардират няколко часа град Цхинвали. Южноосетинските власти твърдят, че жертвите сред населението са хиляди. Според други източници като „Хюман Райтс Уоч" броят е твърде завишен.
В ранния следобед над 150 танка и бронирани машини от 58-а руска армия преминават руско-осетинската граница при тунела Роки, и се насочват към Цхинвали, по-късно се включват и 76-а Псковска военно-десантна дивизия, 98-а военно-десантна дивизия от Ивановно, както и специални части на руската армия – „Спецназ“ на 45-и полк, дислоциран край Москва.. Руските части са допълнително усилени с бронетехника и артилерия. В Северна Осетия е прехвърлена и полева болница. Грузинските сили започват изтегляне от Южна Осетия.
В същото време грузинският президент обявява изтеглянето на грузинските контингенти от Афганистан и Ирак (1000 души), съставени предимно от елитни военни части. Той се обръща със зов за помощ към международната общност. Обявена е мобилизация на близките с Осетия грузински райони.
През нощта на 8 срещу 9 август се водят ожесточени боеве между грузинските войски, от една страна, и руските сили, от друга, за контрол над Цхинвали. Руските и южноосетинските части са подкрепени от самолети, които, според руски медии, нанасят големи загуби на грузинските войски. Същата вечер грузински медии съобщават, че руската авиация бомбардира черноморското грузинско пристанище Поти, военната база Сенаки, както и стратегически обекти в Кодорското дефиле.
На 9 август, според главнокомандващия руските сухопътни войски генерал Владимир Болдирев, специални части на руската армия са превзели столицата на Южна Осетия и продължават настъплението в други райони и потвърждава свалянето на два руски самолета (по един Су-25 и Ту-22). Руският президент Медведев заяви, че „руските миротворни части провеждат операция за налагането на мир на Грузия“.
Според грузински източници, руските ВВС са нанесли удари и по съоръжения за преработка и пренос на петрол. На 9 август е обявено 15-дневно военно положение в Грузия.
Точно противоположно действат руските миротворци на границата с Абхазия. След като на 8 август абхазката армия струпва голяма войскова част, руски самолети бомбардират грузински постове в Кодорското дефиле. В ранния следобед на 9 август абхазски сухопътни и въздушни сили преминават контролираната от руските миротворци граница с Грузия и започват настъпление, подпомогнати от руски бомбардировки в района на Кодорското дефиле.
На 12 август Русия приема план на Франция за примирие и обявява едностранно прекратяване на огъня. Въпреки обявеното примирие, руски военни самолети продължават бомбардировките над градовете Гори, Сенаки техните околни села, вследствие на което има нови жертви. Руски сухопътни части навлизат на няколко пъти и в тези градове, след което се оттеглят. Според грузинския президент Михаил Саакашвили и няколко немски журналисти, на 13 август колона от руски танкове и осетински войници превзема и плячкосва грузинския град Гори, а друга танкова колона се отправя към Тбилиси. Щабът на руските въоръжени сили отхвърля обвинението, че в Гори има руски танкове.. По-късно руските власти обявяват, че руските войски унищожават грузинска военна база и евакуират от околностите на града техника и боеприпаси на грузинската армия. Допълнително руски военни части оперират на грузинска територия и в района на градовете Зугдиди, Сенаки и Поти, където унищожават грузинска техника и боеприпаси.

## Независимост
Вследствие ескалацията на конфликта с Грузия и последвалата намеса на Русия, Южна Осетия, заедно с Абхазия е частично призната за независима държава. До началото на 2009 г. Южна Осетия е призната за независима държава, само от Русия, Никарагуа, Венецуела и Науру. България и страните от Европейския съюз не признават Южна Осетия и нямат дипломатически отношения с нея. Също така Южна Осетия няма широко международно признание и не е интегрирана в международни организации и структури. В Южна Осетия функционира Дружеството за югоосетинско-българско приятелство.

## Население
На 1 януари 2015 г. населението на Южна Осетия е наброявало 53 532 души. Плътност 13,73 души/km. Етнически състав: осетинци 89,8%, грузинци 7,4%, руснаци 1,1%, арменци 0,7%, други 0,8%.

## Административно-териториално деление
В административно-териториално отношение Южна Осетия се дели на 4 административни района, 2 града, в т.ч. 1 град с регионално подчинение и 1 град с районно подчинение и 3 селища от градски тип.
| Административна единица      | Площ (km²) | Население (2015 г.) | Административен център | Население (2015 г.) | Разстояние до Цхинвали (в km) | Други градове и сгт с районно подчинение |
| ---------------------------- | ---------- | ------------------- | ---------------------- | ------------------- | ----------------------------- | ---------------------------------------- |
| Град с регионално подчинение |            |                     |                        |                     |                               |                                          |
| 1. Цхинвали                  | 74         | 30 432              | гр. Цхинвали           | 30 432              | -                             |                                          |
| Административен район        |            |                     |                        |                     |                               |                                          |
| 1.Дзауски район              | 1448       | 6567                | сгт Дзау               | 2111                | 22                            | гр. Квайса                               |
| 2.Знаурски район             | 404        | 4531                | сгт Знаур              | 451                 | 25                            |                                          |
| 3.Ленингорски район          | 1011       | 4209                | сгт Ленингор           | 1033                | 45                            |                                          |
| 4.Цхинвалски район           | 695        | 7793                | гр. Цхинвали           |                     | -                             |                                          |